# 왓치맨 (드라마)
《왓치맨》(영어: Watchmen)은 HBO에서 2019년 10월부터 방영된 미국의 슈퍼히어로 드라마로, 동명 DC 코믹스를 원작으로 한 작품이다.